# Equinoccio de primavera en Teotihuacán

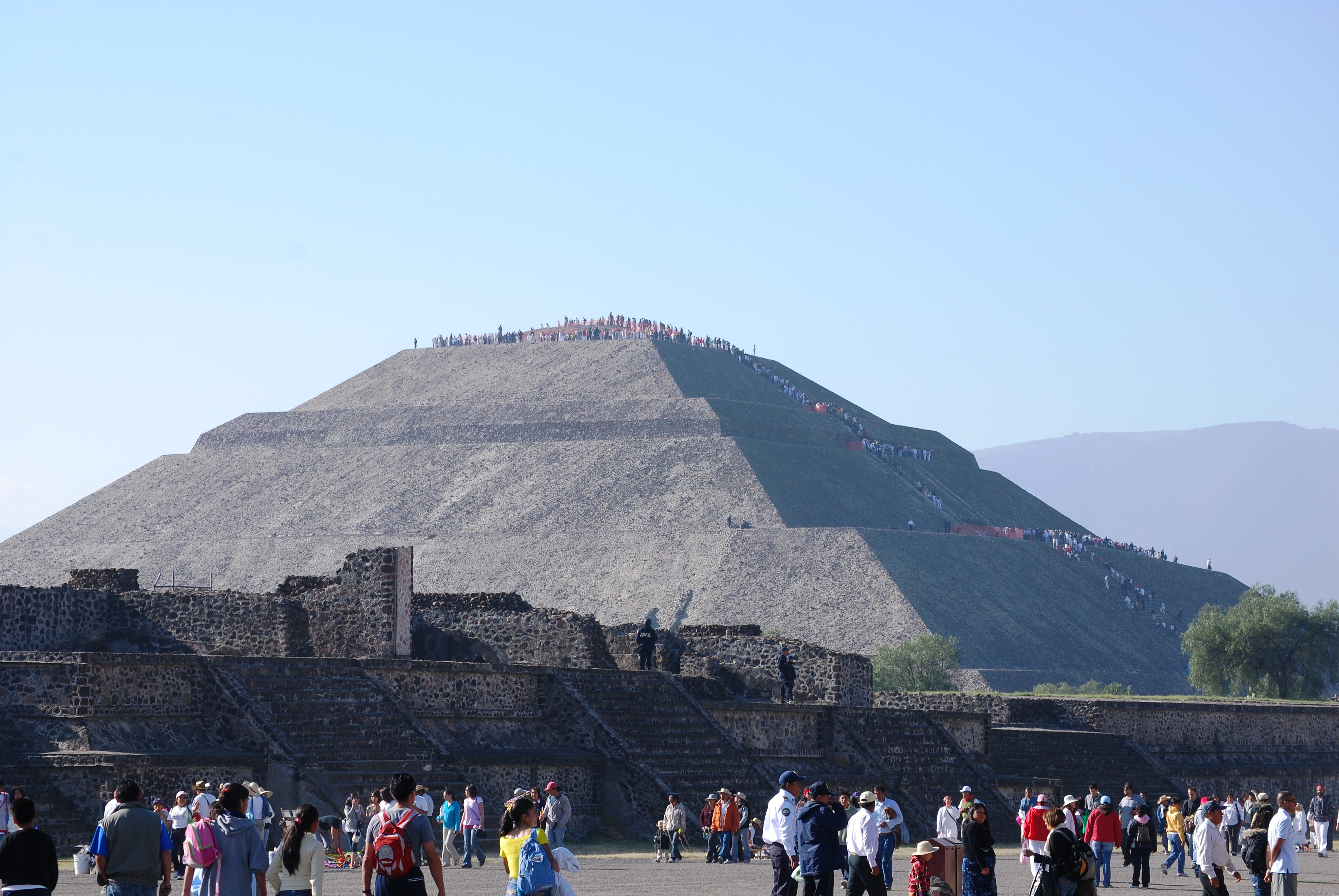
Gente ascendiendo a la Pirámide del Sol durante el equinoccio de primavera en 2010.

El equinoccio de primavera en Teotihuacán es un evento anual, el cual ocurre alrededor del 20 y 21 de marzo en la zona arqueológica de Teotihuacán, México. Este evento es similar a otros eventos en sitios prehispánicos como Chichén Itzá y Malinalco, Estado de México.

## Observaciones
En Teotihuacán, miles de personas acuden al evento, muchos de ellos vestidos de blanco con una bufanda roja u otros accesorios. Muchos danzan, queman incienso y cantan, pero el ritual definitivo es pararse en la cima de la Pirámide del Sol, con brazos extendidos y mirando al sol en la mañana del horizonte hacia el oriente. La mayoría de la gente escala esta pirámide entre las 9 a. m. y 1 p. m.. Sin embargo, aquellos que llegan lo suficientemente temprano pueden ver al sol subir las montañas de Apan hacia el este de la pirámide del sol, con sus rayos rojos coloreando el paisaje y las ropas de los espectadores. Los cantos y otros clamores acompañan el amanecer mientras los participantes se paran con los brazos estirados.
Algunos asisten porque creen que están siguiendo los pasos de sus ancestros, al pedirle a los dioses energía y salud en este día. Algunos grupos de New Age aseguran que en el equinoccio, el hombre se encuentra en un lugar único en el cosmos, cuando los portales de energía se abren. Se cree que subir los 360 escalones a la cima de la Pirámide del Sol permite a los participantes estar más cerca de esta "energía".

## Como es verdaderamente el ritual
Los mercaderes compraban un esclavo libre de marcas, el cual habría de encarnar la representación del dios Quetzalcóatl, se le vestía  y trataba como tan durante ese periodo, al final del cual, su vida sería ofrendada en sacrificio ritual”.
“Durante el periodo que el esclavo personificaba al numen, cantaba y bailaba en su honor, habitaba en el templo destinado para su culto y los sacerdotes lo iban preparando para el día  de la celebración, se le bañaba entre oraciones y alabanzas para purificarlo, pero por las noches se le mantenía enjaulado para que no escapara.

## Popularidad del evento
Se estima que más de un millón de personas visitaron el lugar durante el fin de semana en el cual el equinoccio cayó en el año 2010. Oficialmente, el equinoccio ocurrió el sábado, pero muchos afirman que la energía aún estaba presente el domingo. Debido a las grandes multitudes, el acceso y la actividad del sitio se encuentra severamente restringido. El lugar abre de 6 a. m. a 5 p. m. durante el evento; los visitantes entran este día a través de las puertas 1,2 y 5, saliendo por la 3. La actividad comercial está restringida. Un andamio y seguridad especial son colocados sobre la pirámide el día del evento para asegurar el flujo regular de personas. Solo el primer nivel de la Pirámide de la Luna es accesible. Otras áreas como el Palacio de Quetzalcoatl, el Museo del Sitio, la Citadela y otras se encuentran cerradas, restringiendo la entrada de los visitantes a espacios abiertos de la Avenida de los Muertos y a las plazas alrededor de las dos pirámides. Los pequeños montículos que se alinean con la Avenida de los Muertos son reservados para que la policía haga un monitoreo de la multitud debajo. Las ceremonias se restringen a las plazas cerca de las Pirámides del Sol y la Luna. Los estacionamientos normales del lugar se cierran y se restringe a cajones privados en comunidades alrededor del sitio.
Los primeros auxilios para aquellos que lo requieren, a menudo por el calor que hay después del mediodía, son provistos por las organizaciones tales como la Cruz Roja Mexicana y la autoridad civil del estado.  Alrededor de 550 policías federales se encargan de la zona arqueológica para el evento, así como varias autoridades locales y estatales de las comunidades que rodean el espacio.

## Arqueoastronomía del sitio
Aunque algunos se encuentran ahora cerrados durante el equinoccio de primavera, cierto número de edificios en Teotihuacán muestran relación con la astronomía. La investigación en la arqueoastronomía se ha llevado a cabo en el lugar desde los años 90. El Palacio de las Mariposas tiene círculos de mica reflejante en sus paredes, la cual ha sido interpretada como parte de la representación de los cuerpos celestes.  Es muy probable que el Palacio de Quetzalcoatl funcionara como un observatorio. En el equinoccio de primavera, entre las 7:15 y 7:45 a. m., cuando el sol sale, una sombra asciende junto con figuras grabadas y pintadas de color rojo sobre una estructura en forma de almena en la muralla este. Algunas de las figuras representadas son búhos, un ave asociada con la oscuridad, así como con los rayos de luz. El simbolismo es acerca del balance entre la luz y la oscuridad. Las aves también simbolizan a las estrellas. Esta estructura se conoce como unxicalcoliuhqui, un tipo de calado que también se puede ver en Chichén Itzá. Así como en el Palacio de las mariposas, existen círculos en las paredes, creadas con mica reflejante.
Los primeros rayos del sol que fluyen a través del espacio abierto en el día del equinoccio de primavera se interrumpen en el camino a Teotihuacán, gracias al Cerro Colorado Grande. Algunos creen que este punto fue usado por los ancestros de Teotihuacán para marcar el equinoccio. Sin embargo, esto muy probablemente habría requerido la colocación de la Pirámide del Sol en una posición más al norte, y que la Pirámide de la Luna jugara un rol más prominente en las celebraciones del equinoccio.